# FAUST (мова програмування)
FAUST (англ. Functional Audio Stream) — мова програмування для написання програм із синтезу і обробки звукових сигналів у реальному часі з високою продуктивністю.
Одна й та ж програма FAUST може компілюватися в різні формати й для різних платформ, без змін вихідного коду. Наприклад, тай сам код FAUST компілюється як у C++, так і в JavaScript, WebAssembly, програму для Android, iOS, втулки для Max MSP, PureData, SuperCollider тощо. Faust має також підтримку елементів графічного інтерфейсу (ручки, повзунці, перемикачі).
FAUST належить до предметно-орієнтованих функційних мов програмування.
Програми FAUST описують цифрову обробку сигналів у вигляді блок-схем: сигнал «протікає» через різні структурні елементи програми згідно з описом. Компілятор FAUST має вбудовану можливість генерування блок-схем на основі коду програми (у форматах SVG, PDF, PNG).